# 斎藤信
斎藤 信（さいとう まこと、1911年4月25日 - 2008年4月5日）は、日本のドイツ語・日蘭関係史学者。名古屋市立大学名誉教授。

## 人物・来歴
東京市神田区（現中央区）生まれ。1937年東京帝国大学文学部独文科卒。陸軍教授、戦後は米子医療専門学校教授、鳥取大学学芸学部助教授、金沢大学法文学部助教授、1957年名古屋市立大学教養部教授、1975年定年退官、名誉教授、藤田学園保健衛生大学医学部教授、1984年同客員教授。
ドイツ語教員のかたわら、シーボルト親子の著書を翻訳した。

## 著書
- 『大学生のドイツ語』（三修社） 1959
- 『ドイツ文法入門』（大学書林） 1961
- 『日本におけるオランダ語研究の歴史』（大学書林） 1985

## 翻訳
- 『江戸参府紀行』（フィリップ・フランツ・フォン・シーボルト、平凡社東洋文庫） 1967
- 『江戸参府旅行日記』（エンゲルベルト・ケンペル、、平凡社東洋文庫） 1977
- 『シーボルト 日本』第2‐3巻（中井晶夫・金本正之共訳、雄松堂書店） 1978
- 『ジーボルト最後の日本旅行』（アレクサンダー・フォン・シーボルト、平凡社東洋文庫） 1981
- 『参府旅行中の日記』（シーボルト、フリードリヒ・M・トラウツ編、思文閣出版） 1983